# Parc Municipal (Luxemburg)
Der Parc municipal (umgangssprachlich: Stater Park) ist der Stadtpark der Stadt Luxemburg. Der Parc wurde zwischen 1871 und 1878 an der Stelle ehemaliger Befestigungsanlagen der Festung Luxemburg errichtet, die nach den Plänen des französischen Landschaftsarchitekten und Botanikers Édouard André abgerissen, geplant oder gekippt worden waren.
Der Park liegt in der Oberstadt, erstreckt sich über knapp 21 ha und ist in vier Teile zwischen der Avenue Marie-Thérèse im Süden und dem Stadtteil Eich im Nordosten unterteilt. Er ist das ganze Jahr über frei zugänglich.

## Edmond-Klein-Park
Der südlichste Teil des Stater Park ist der Park Edmond-Klein zwischen der Avenue Marie-Thérèse und der Avenue Monterey. Er hat eine Fläche von ca. 3,52 ha. Im Osten wird er vom Fürstenring und im Westen von den privaten Grundstücken des Boulevard Joseph II begrenzt. In diesem Teil des Parks befinden sich zwei Teiche und an der Seite der Avenue Monterey die Überreste von Fort Lambert, einer 1685 von Sébastien Le Prestre de Vauban erbauten Redoute. Das Fort wurde nach Henri de Lambert benannt, der von 1684 bis 1688 der erste Gouverneur und Generalleutnant der Stadt und des Herzogtums Luxemburg war. Daneben, entlang der Avenue Monterey, befindet sich die städtische Synagoge, die 1953 erbaut wurde, nachdem ihre Vorgänger im Zweiten Weltkrieg von den Nazi-Besatzern abgerissen worden waren.

### Monumente und Skulpturen
- Stirner Prothese von Bert Theis
- L'Onde von Jean-Bernard Métais

### Galerie

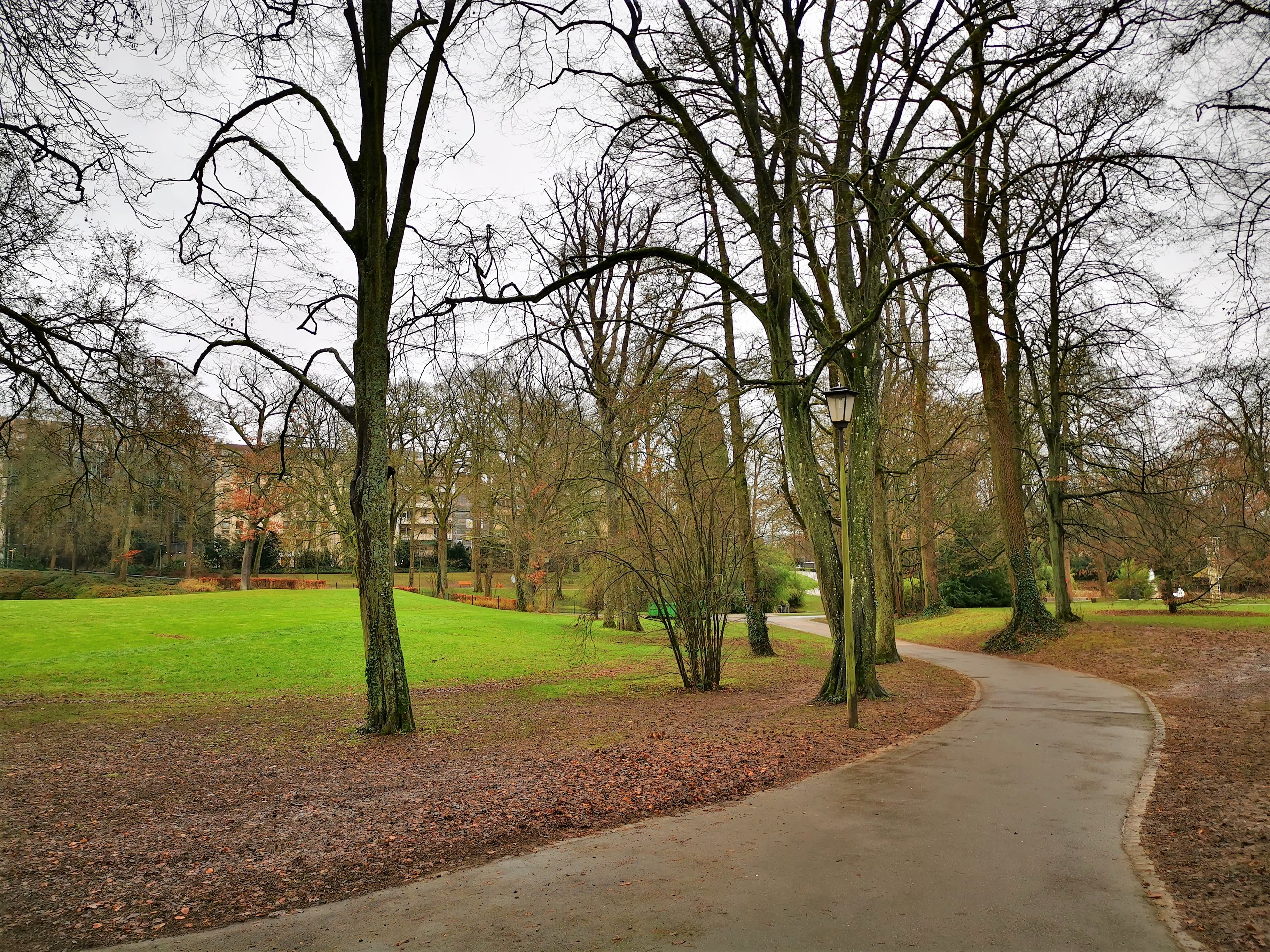
Der Edmond-Klein Park
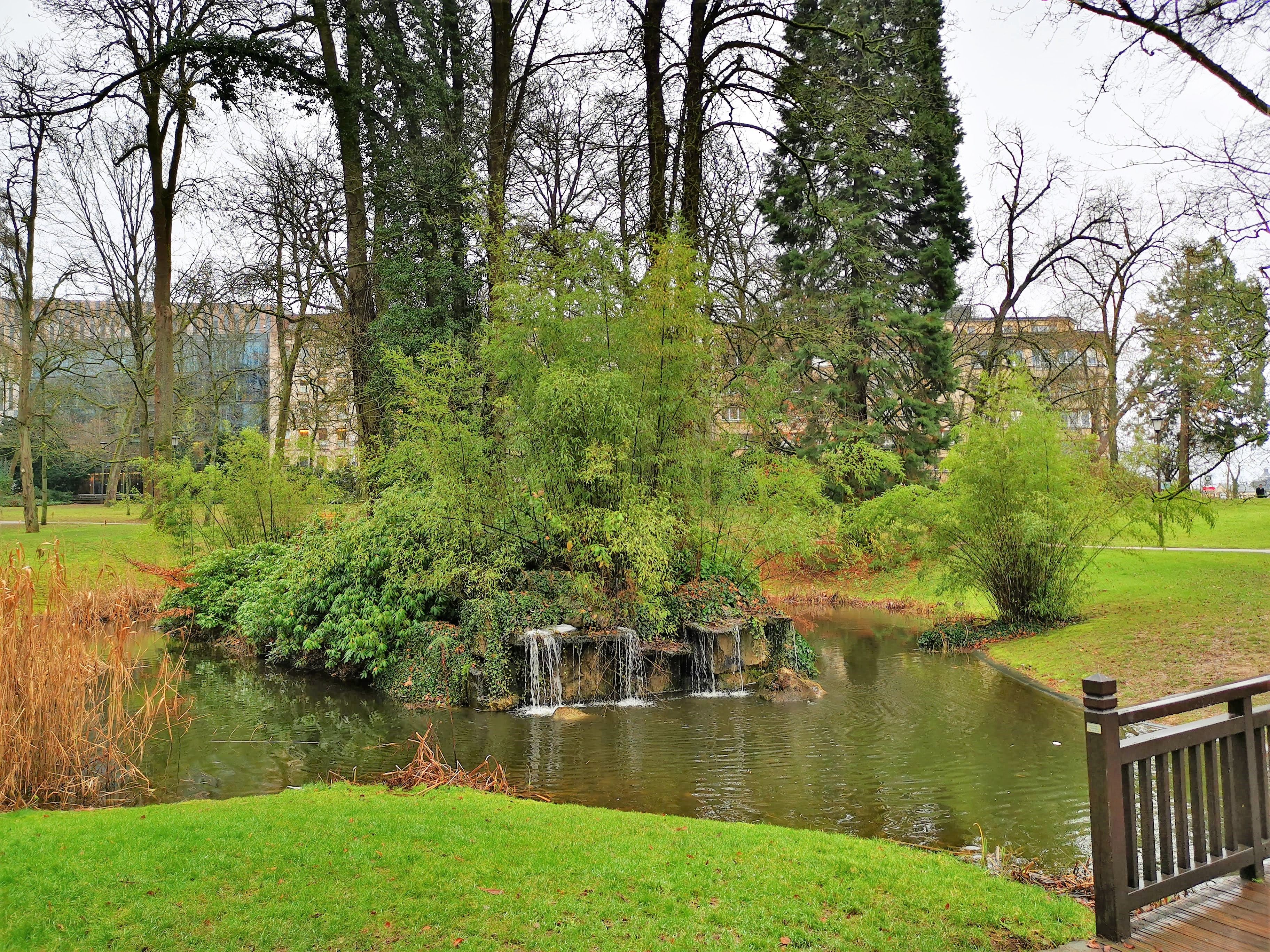
Einer der beiden Weiher des Edmond-Klein-Parks
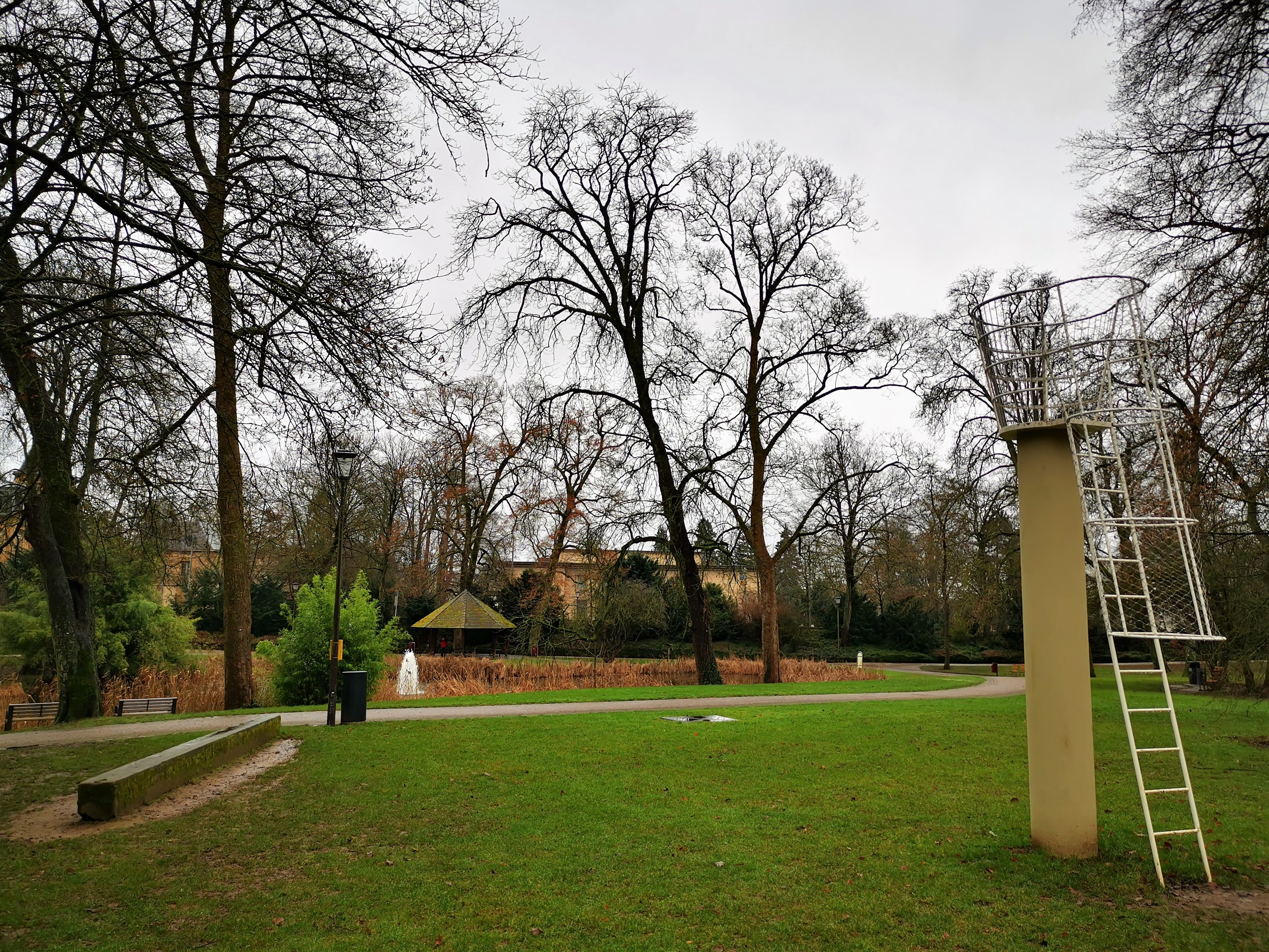
Stirner Prothese von Bert Theis
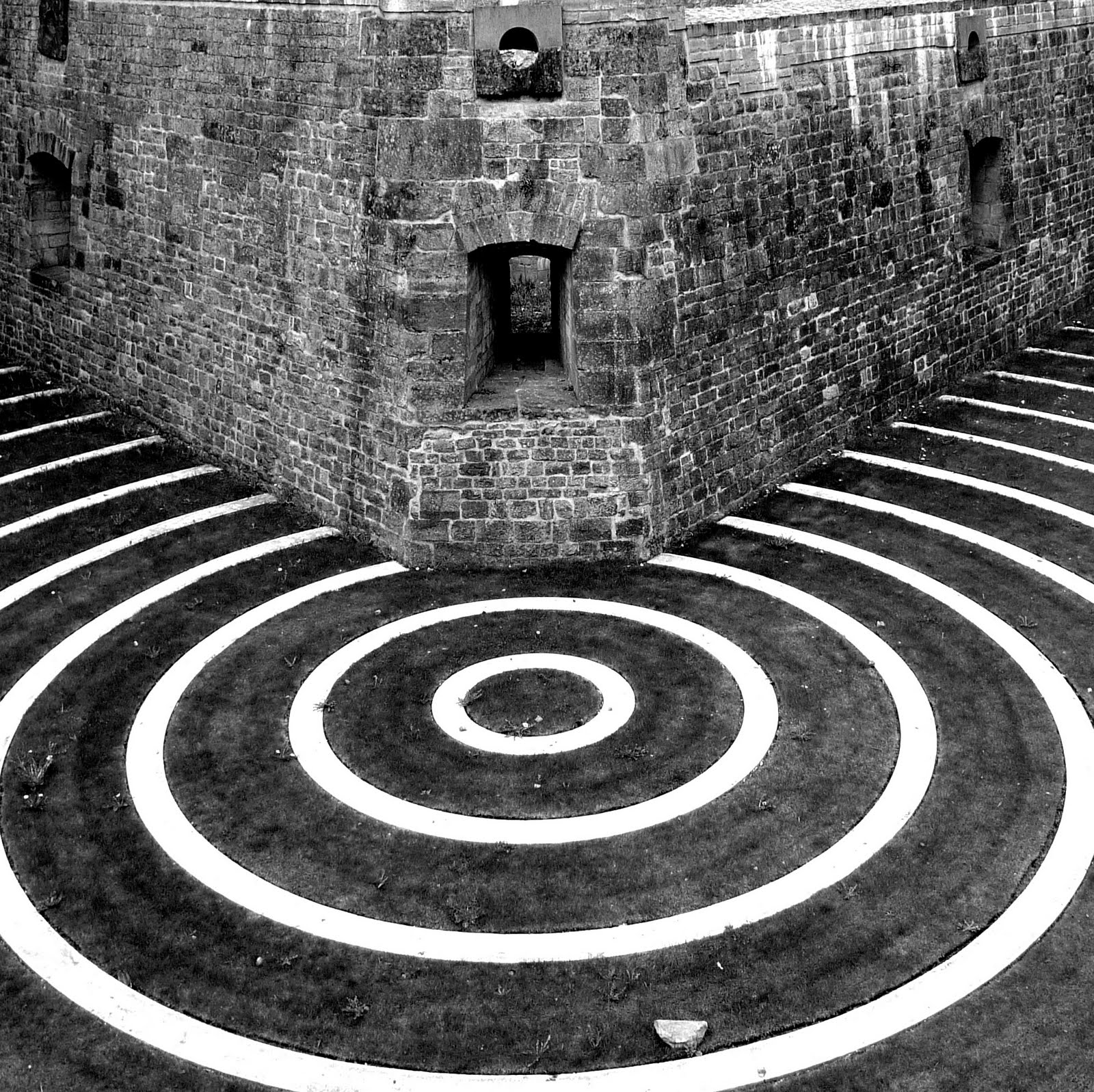
L'Onde von Jean-Bernard Métais

## Louvigny-Park
Der zentrale Teil des Parks befindet sich mit einer Fläche von rund 5,95 ha zwischen der Avenue Monterey und der Avenue Émile-Reuter / Arsenalstrooss. Am Anfang des Parks befindet sich ein großer Spielplatz mit einem Piratenschiff. In der Nähe des Spielplatzes steht die Krombach-Eiche, die um 1875 gepflanzt wurde.
Nördlich davon, an der Stelle des ehemaligen Reduit Louvigny, steht die Villa Louvigny, die dem Park seinen Namen gibt. Das Reduit wurde 1672 erbaut und nach dem Festungskommandanten Jean Charles de Landas, Graf von Louvigny, benannt.

### Denkmäler und Skulpturen
- Mahatma-Gandhi-Büste von Amar Nath Sehgal
- Victor-Hugo-Büste, Kopie eines Werks von David d’Angers
- Batty-Weber-Gedenktafel

### Galerie

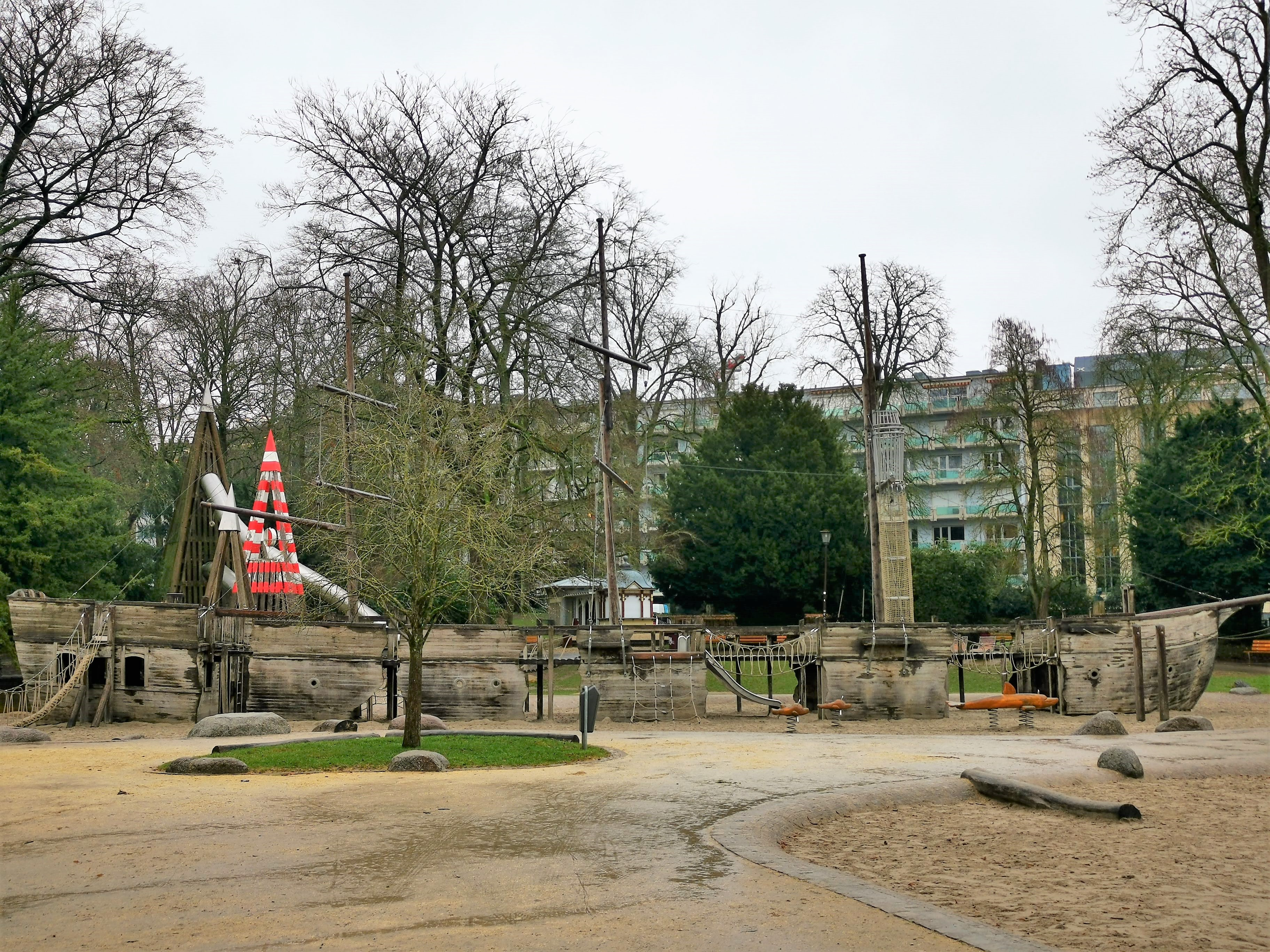
Das Piratenschiff auf dem Spielplatz
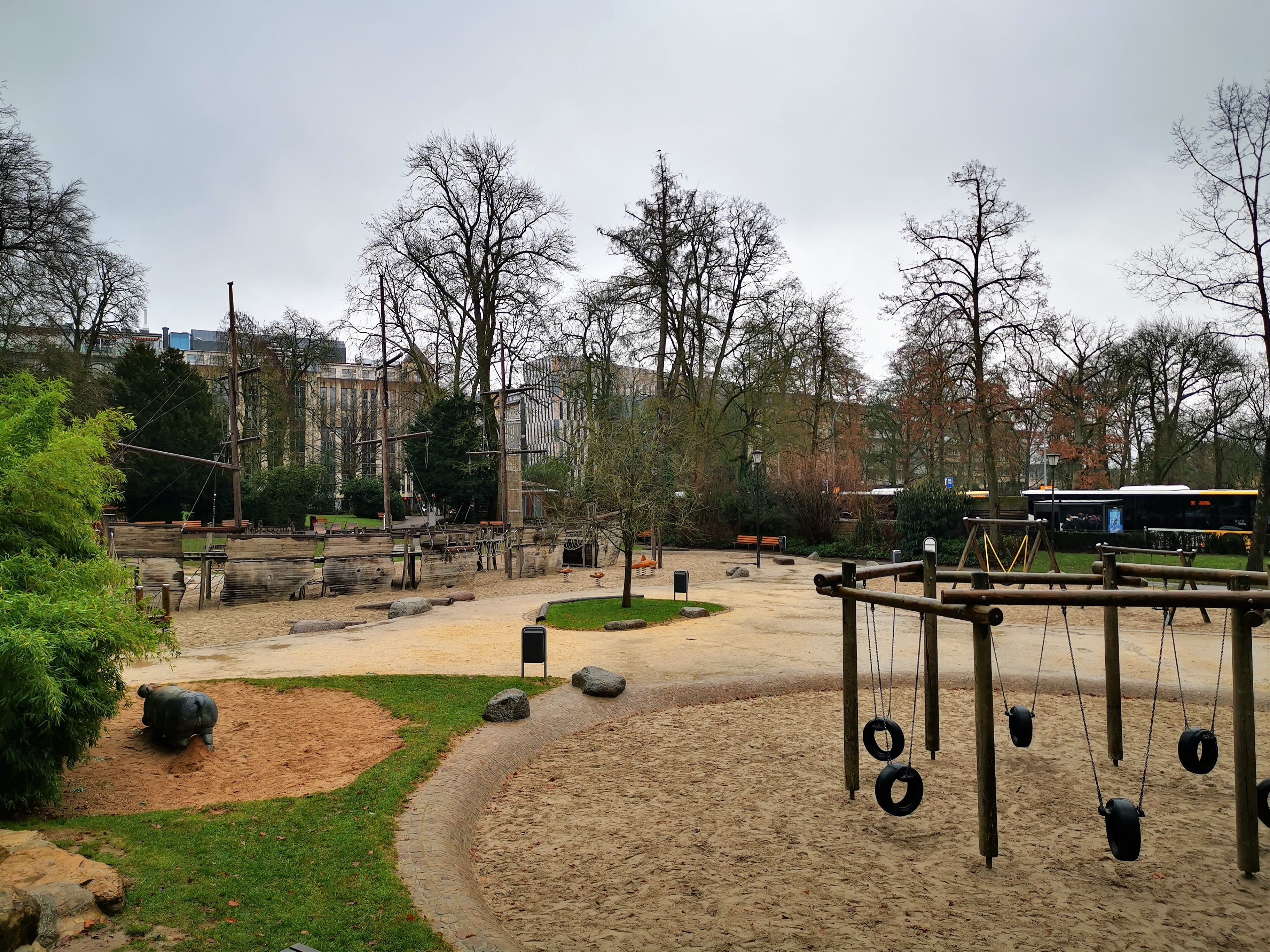
Der Spielplatz; im Hintergrund der Prënzeréng
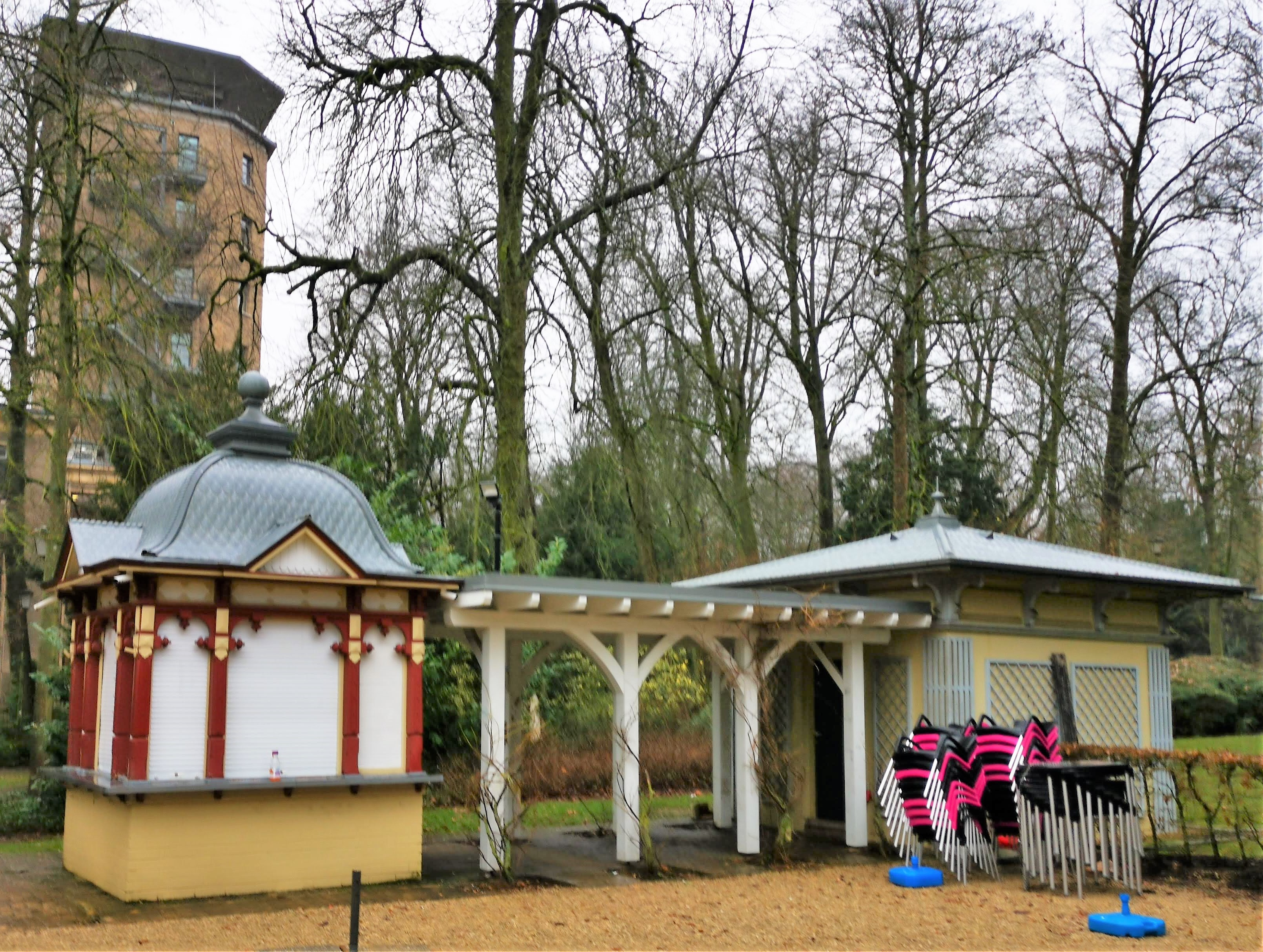
Ein Getränkekiosk mit dem Turm der Villa Louvigny im Hintergrund
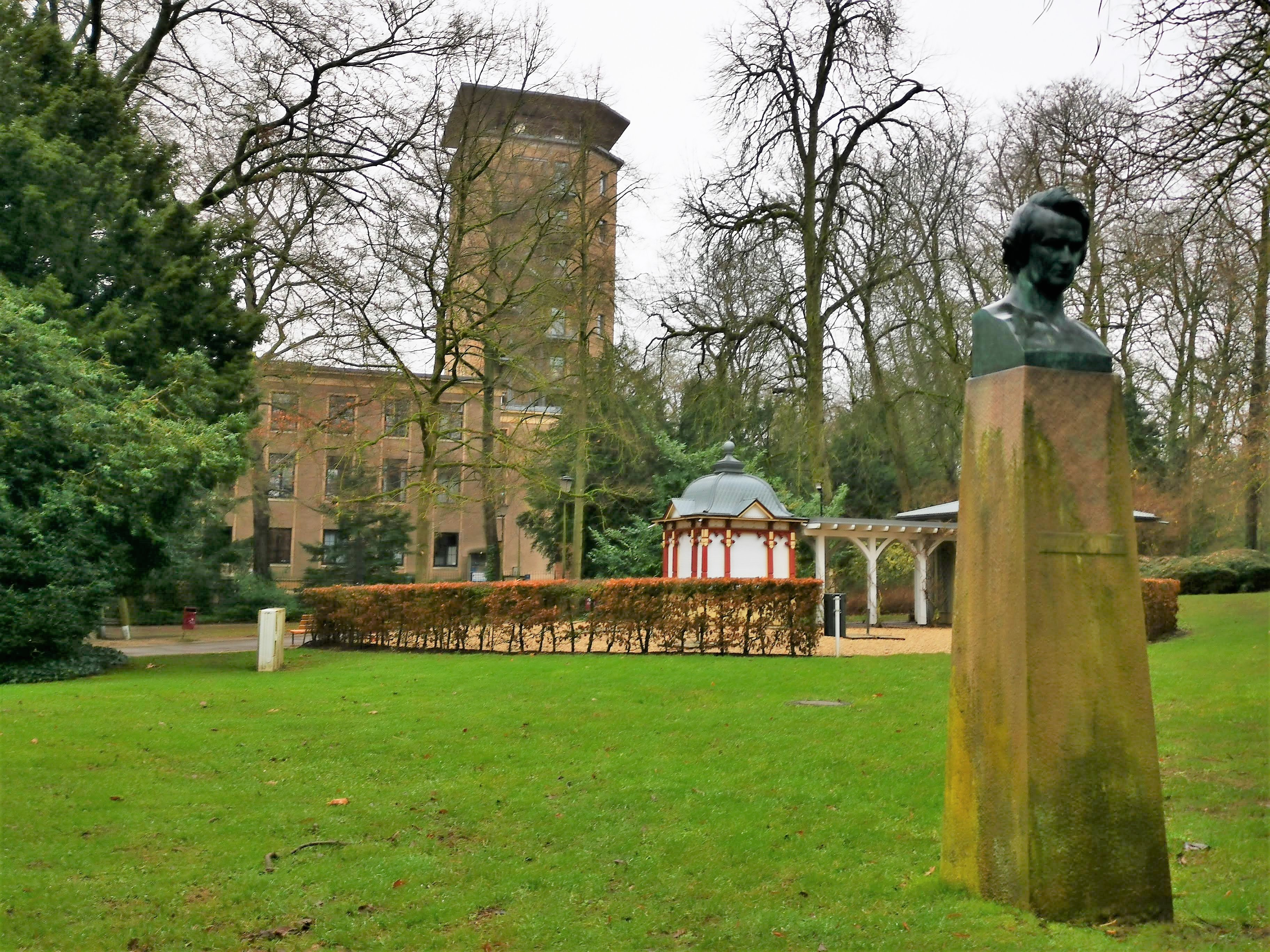
Die Victor-Hugo-Büste, im Hintergrund die Villa Louvigny

## Amaliapark
Der Amaliapark, der dritte und größte Teil des Parks (9,43 ha), beginnt in nördlicher Richtung an der Arsenalstraße, biegt dann in östlicher Richtung ab und trifft auf die Neipuertsgaass.
Am Anfang des Parks, an der Seite der Arsenalstrooss, befindet sich die Villa Vauban, die Kunstgalerie der Stadt Luxemburg. Die Villa wurde 1873 vom Industriellen Gabriel Mayer an der Stelle des ehemaligen Reduit Vauban erbaut. Nördlich davon befindet sich das Hauptquartier des Luxemburgischen Roten Kreuzes. Südwestlich davon befindet sich das Denkmal von Amalia von Sachsen-Weimar-Eisenach. Der Park ist nach dem Denkmal benannt.
In der Nähe des Denkmals befinden sich zwei Mammutbäume, die zu den Bemierkenswäert Beem zu Lëtzebuerg („bemerkenswerteste Bäume in Luxemburg“) gehören.
Vor der Rue de la Porte Neuve befindet sich ein großer offener Raum, die Kinnekswiss („königliche Wiese“), die zum Ausruhen oder Spielen einlädt und auf welcher Festivals oder Konzerte veranstaltet werden. Am südlichen Rand der Königswiese befinden sich die Überreste eines Hobuch, der ebenfalls zu den Bemierkenswäert Beem zu Lëtzebuerg gehörte, aber seit 2016 tot ist.

### Denkmäler und Skulpturen
- Amalia-Monument
- Siggy vu Lëtzebuerg–Büste von Lucien Wercollier
- Centaure von Claude und François-Xavier Lalanne
- L'Enlacement von Lucien Wercollier
- Radfahrer-Denkmal (François Faber, Nicolas Frantz, Charly Gaul von Yvette Gastauer-Claire, Elsy Jacobs von Yvette Gastauer-Claire)
- Jang-de-Blannen-Gedenktafel von Fernand Hoeltgen
- Aline-Mayrisch–Gedenktafel

### Galerie

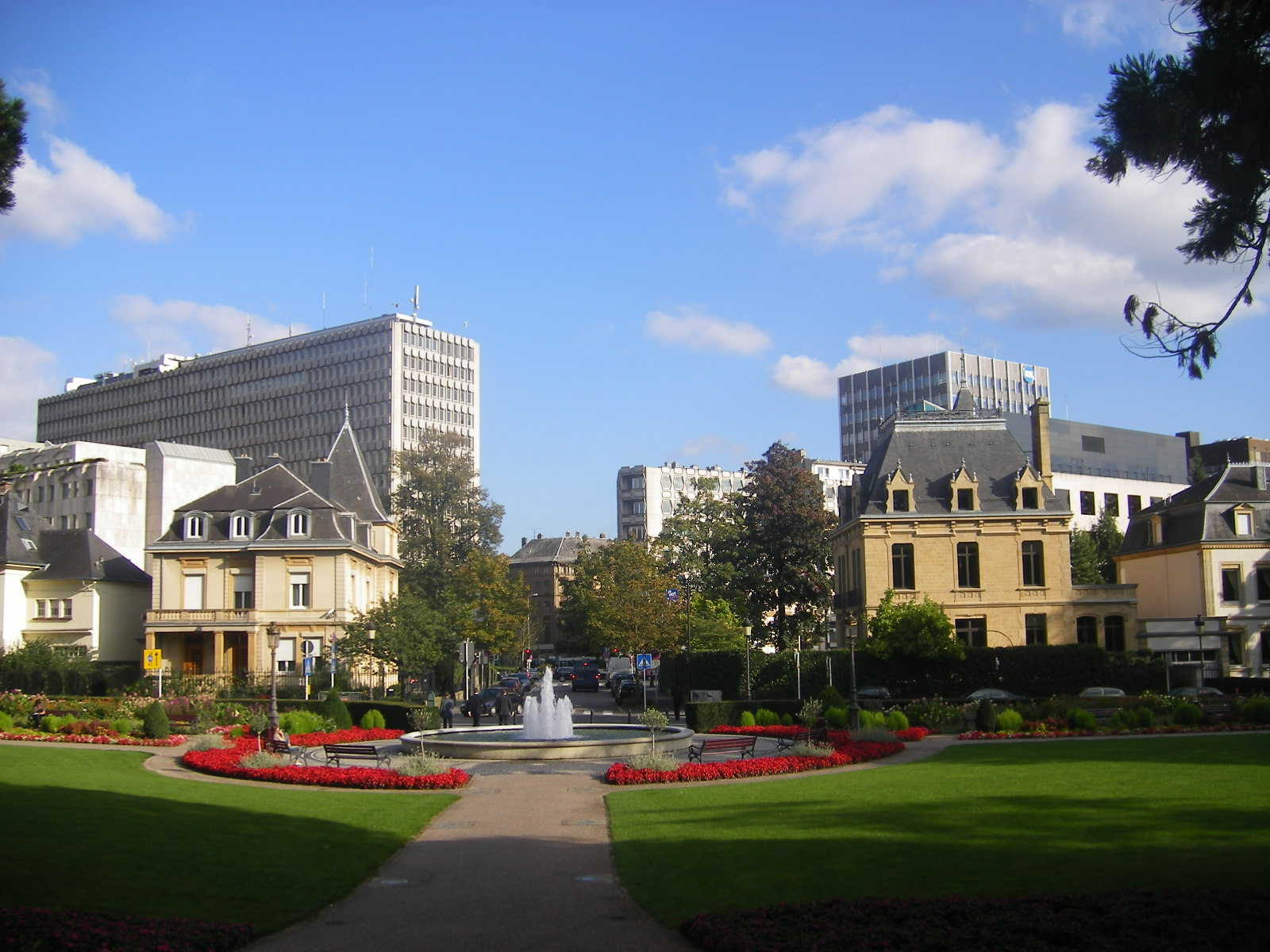
Sicht vom Amalia-Denkmal in Richtung Stadt
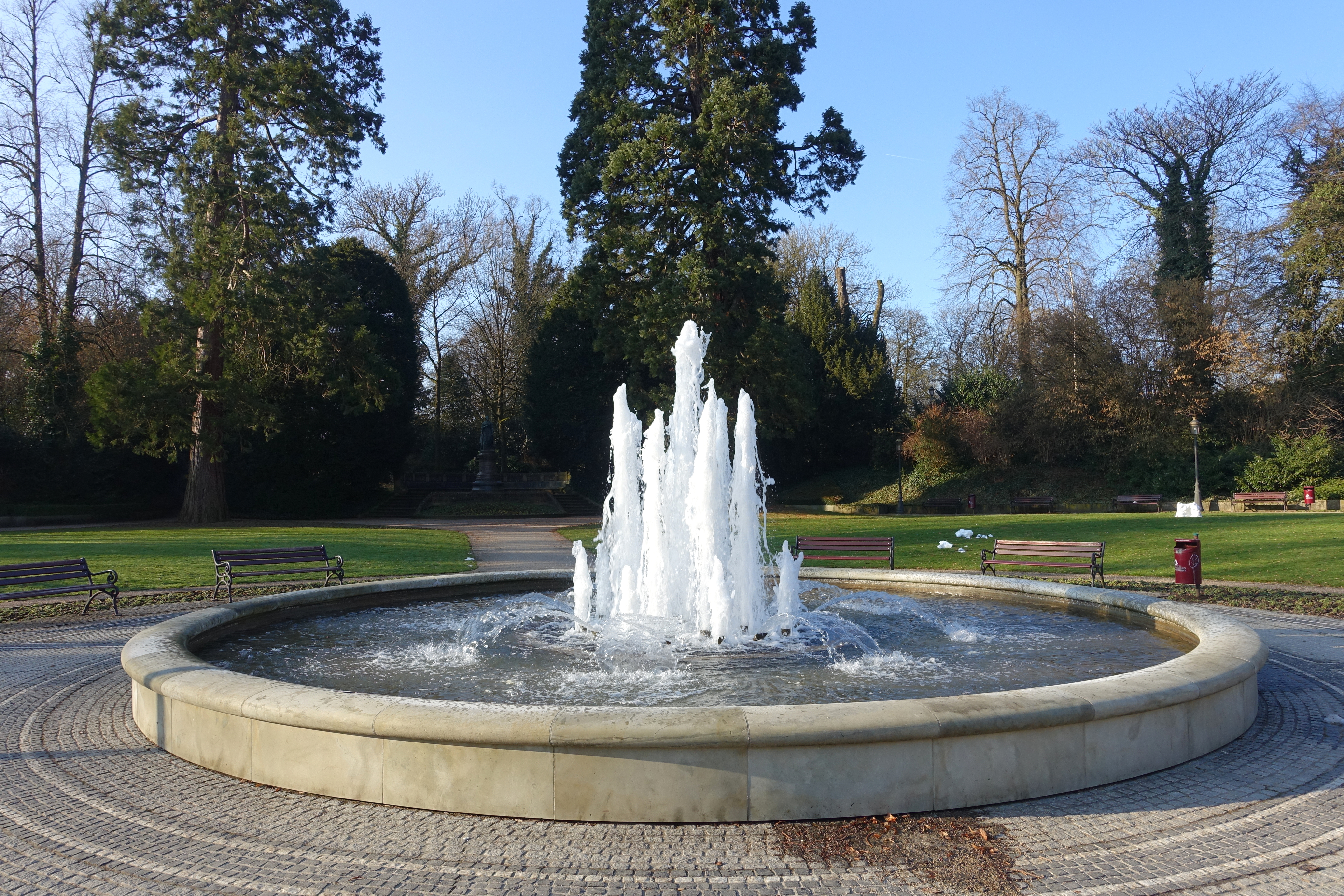
Der Springbrunnen vor dem Amalia-Denkmal
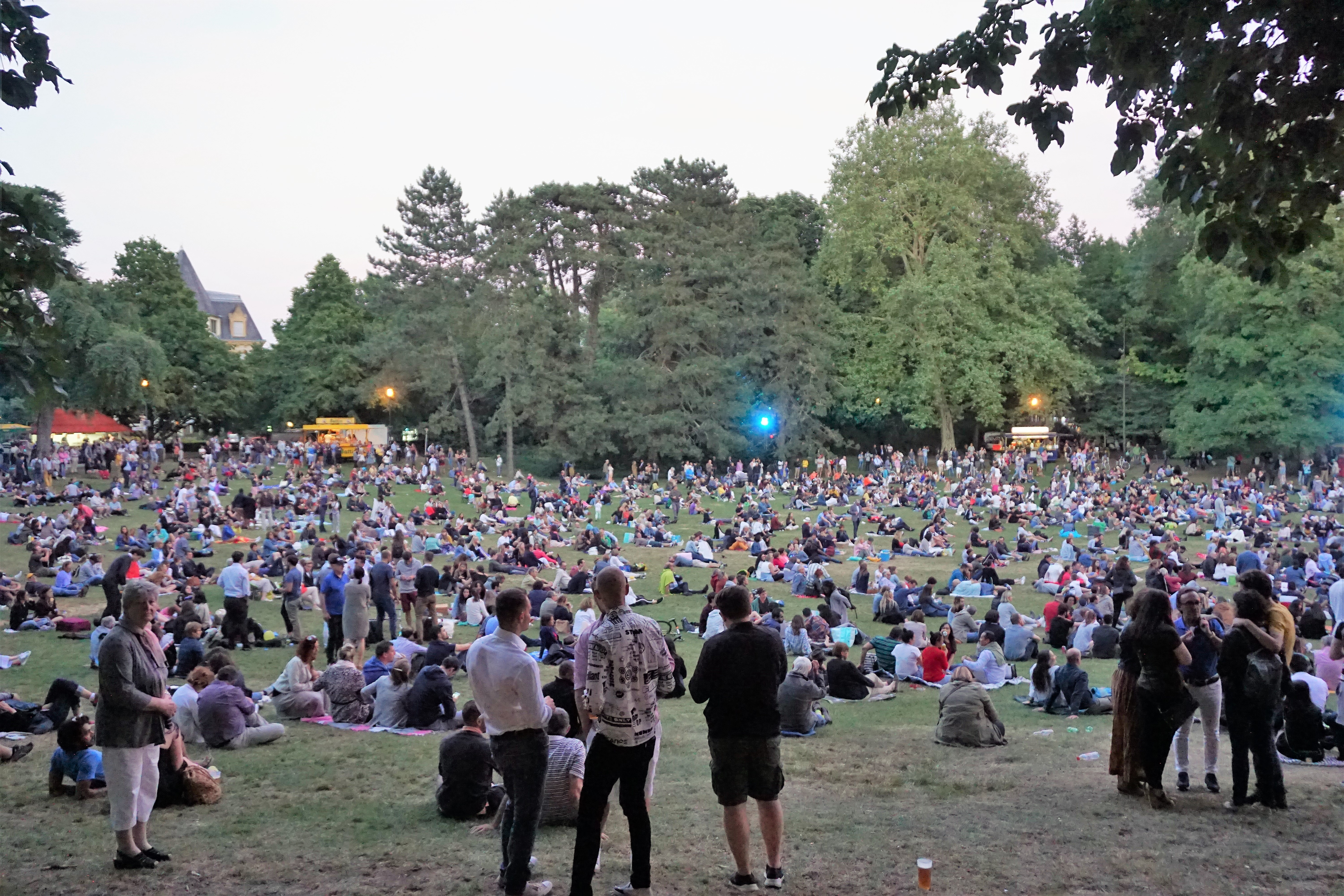
Konzert auf der Kinnekswiss

## Pescatore-Park
Der letzte Teil des Parks erstreckt sich von der Neipuertsgaass im Osten bis zur Contregarde Berlaimont über dem Eich. Er wird im Norden von der Fondation Pescatore und im Süden vom Prënzeréng begrenzt. Er hat eine Fläche von rund 1,71 ha.
Östlich der Avenue Jean-Pierre-Pescatore, die als Bürgersteig in den Park führt, steht der Kastanienbaum von Prinz Jean, der 1921 anlässlich der Geburt von Prinz Jean gepflanzt wurde.
Vom Park aus erreicht man auch den Aufzug Pfaffenthal-Oberstadt.

### Denkmäler und Skulpturen
- Le passe-muraille von Jean-Bernard Métais
- Triumph of Courage - The Battle of the Bulge
- Joseph-Kutter-Stèle von Lucien Wercollier

### Galerie

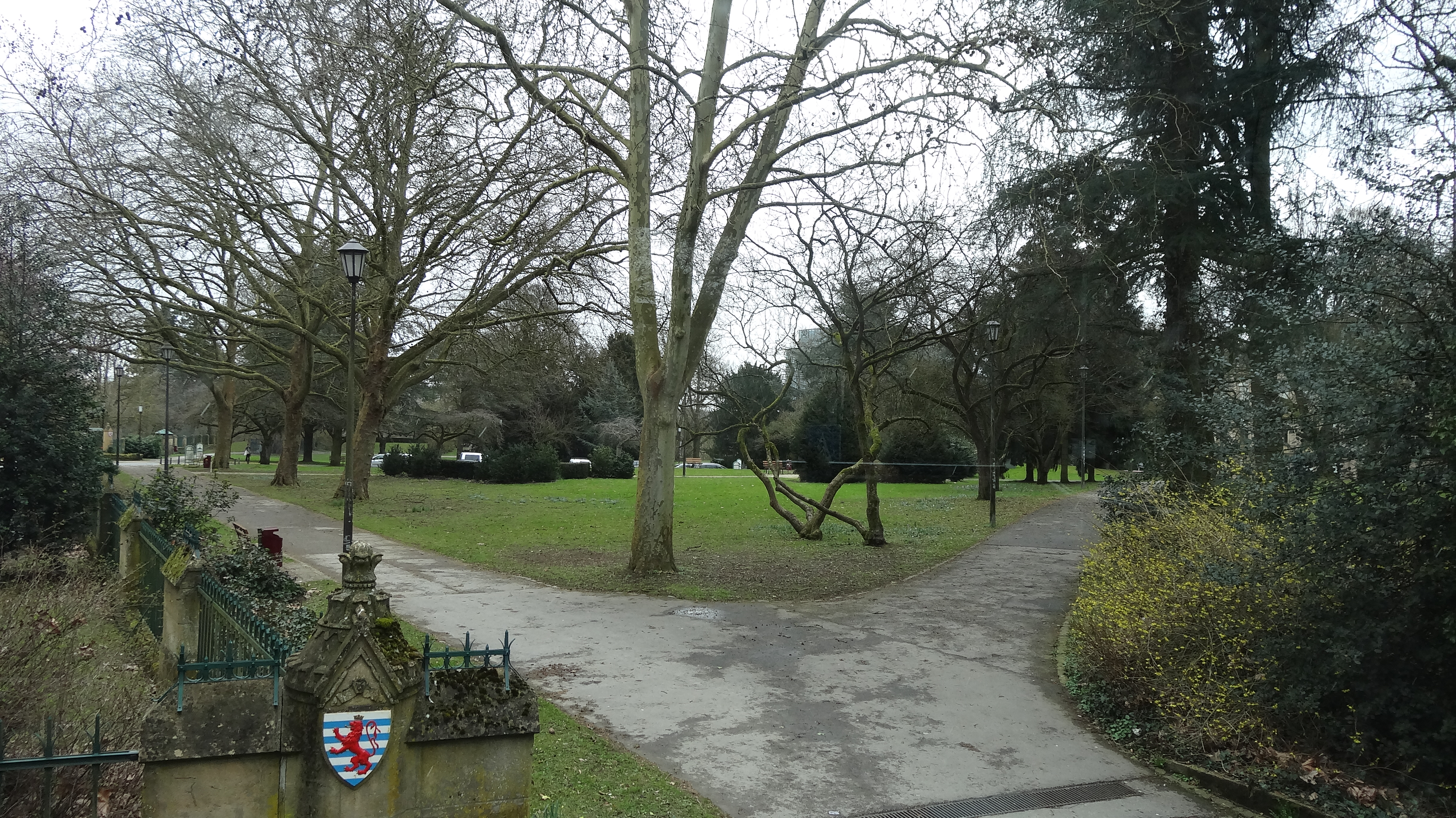
Der Park neben der Fondation Pescatore
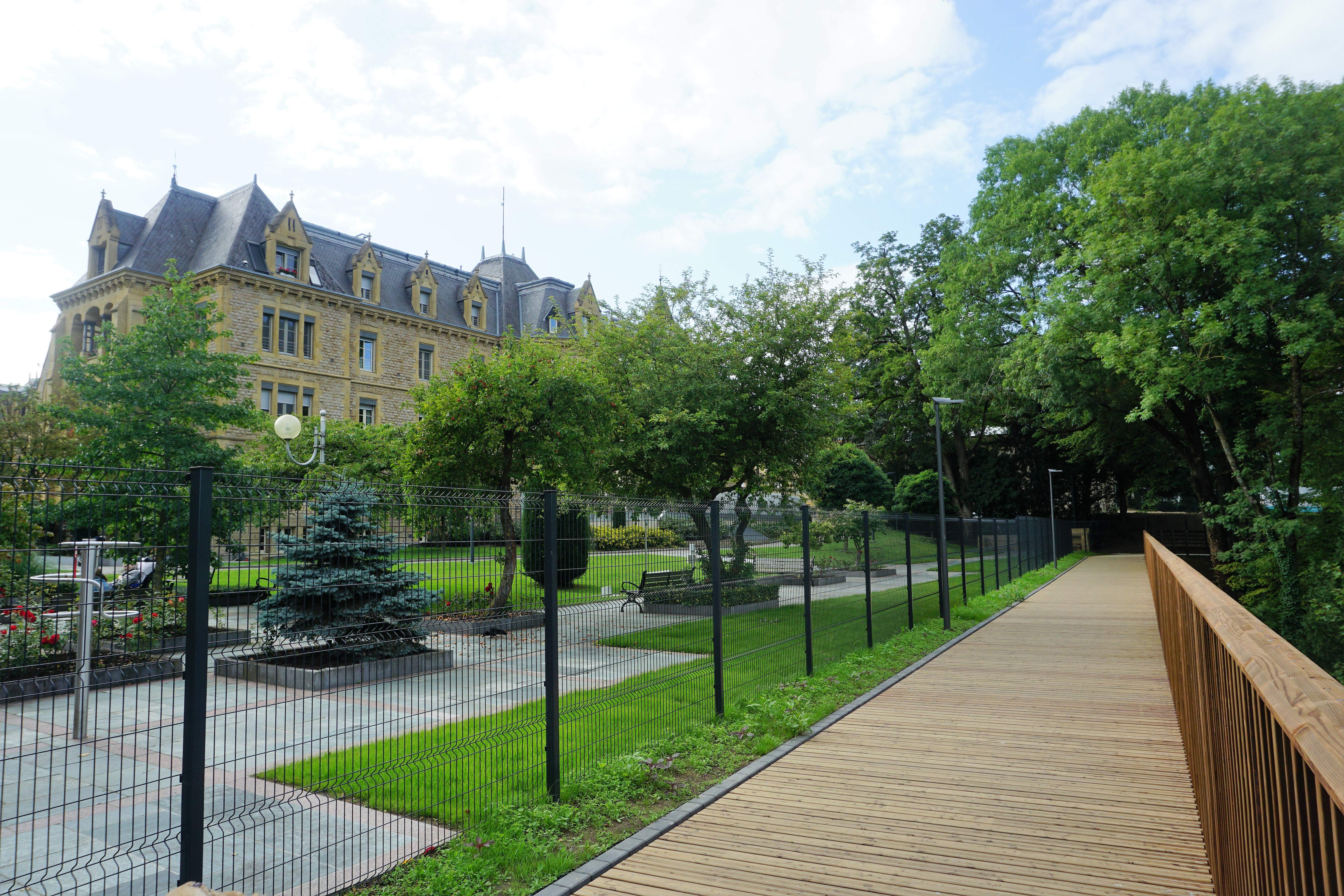
Der Radweg durch den Park an der Rouder Bréck
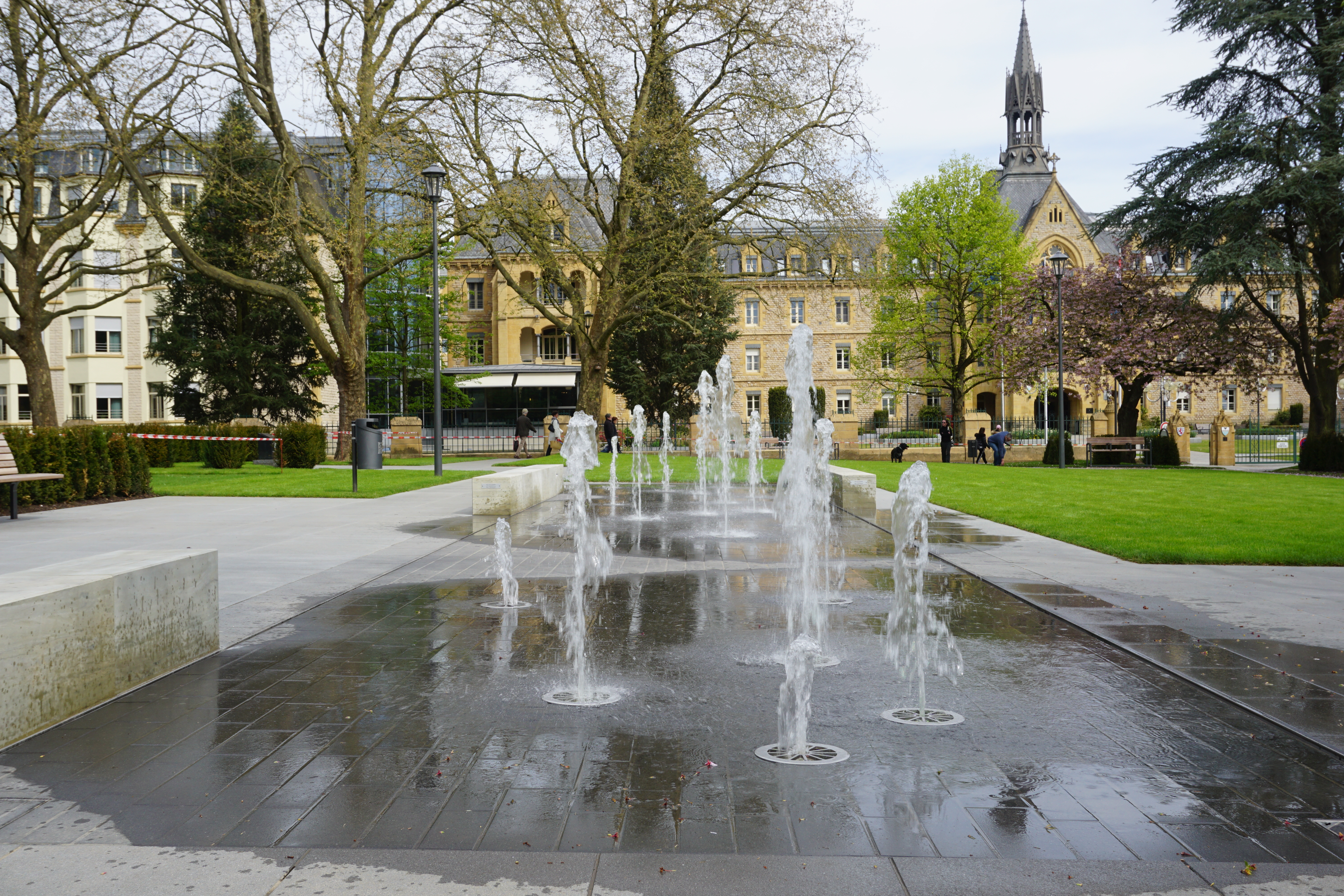
Der Springbrunnen vor der Fondation Pescatore
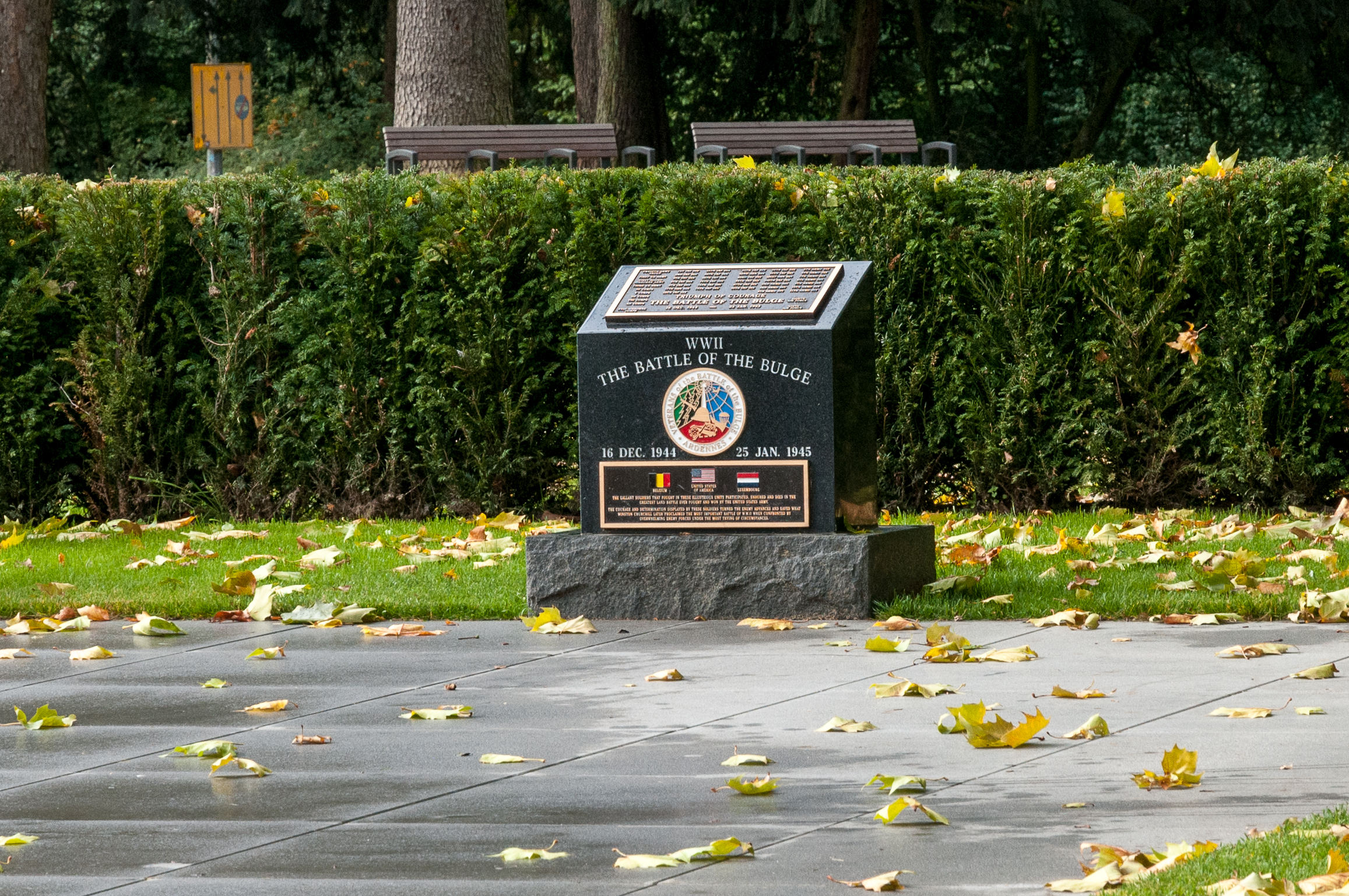
Denkmal der Ardennenoffensive